# Frederick Coffin
Frederick D. Coffin (ur. 16 stycznia 1943 w Detroit, zm. 31 lipca 2003 w Los Angeles) – amerykański aktor telewizyjny i filmowy, piosenkarz, autor tekstów i muzyk. Syn aktorki Winifred Deforest Coffin. Zmarł na raka płuc.

## Filmografia

### Filmy
- 1980: Mother’s Day jako Ike
- 1987: Widok z sypialni (The Bedroom Window) jako detektyw Jessup
- 1990: Wygrać ze śmiercią (Hard to Kill) jako Kevin O’Malley
- 1991: Szpieg bez matury (If Looks Could Kill) jako porucznik pułkownik Larabee
- 1992: Świat Wayne’a (Wayne’s World) jako oficer Koharski
- 1994: Skrywane grzechy ojca (Secret Sins of the Father) jako L.J
- 1994: Teksas (Texas) jako Zave
- 1994: Rajdowa dziewczyna (Dragstrip Girl) jako pan Bickford
- 1995: Tramwaj zwany pożądaniem (A Streetcar Named Desire, TV) jako Steve
- 1996: Andersonvile jako Collins
- 1998: Dzień pamięci (Memorial Day) jako senator Jerald Lancaster
- 1999: Baza (The Base) jako generał Albert Becker
- 1999: Dziewczyna XXI-go wieku (Zenon: Girl of the 21st Century) jako Parker Wyndham
- 2000: Rakieta (Rocket's Red Glare) jako Mitch Greer
- 2000: Perfect Murder, Perfect Town: Jon Benét and the City of Boulder
- 2002: Miasto bez litości (A Town Without Pity) jako Matthew Campbell
- 2003: Szkoła stewardes (View from the Top) jako pan Stewart
- 2003: Tożsamość (Identity) jako detektyw Varole

### Seriale
- 1976-1977: Kojak jako porucznik Lee
- 1980: Ryan’s Hope jako Jim Hurley
- 1983: The Edge of Night jako Steve Markham
- 1984: Posterunek przy Hill Street jako Tony Yankovich
- 1985: Na wariackich papierach jako właściciel lombardu
- 1986: Remington Steele jako Joe Gullickson
- 1987: Prawnicy z Miasta Aniołów jako
- 1987: Crime Story jako Slim Mahoney
- 1987: Niesamowite historie jako Al Lewise
- 1987: Dallas jako Alfred Simpson
- 1987: Detektyw Hunter jako Lloyd Fredericks
- 1989: Napisała: Morderstwo jako Tim Mulligan
- 1989: Gliniarz i prokurator jako Clark Beaudine
- 1990: Młodzi jeźdźcy jako Sutro
- 1991: MacGyver jako Karl
- 1992: Napisała: Morderstwo jako Tony Sable
- 1993: Renegat jako Kavanaugh
- 1993: Prawnicy z Miasta Aniołów jako John Shale Bill Novicky
- 1993: Z Archiwum X jako szef Joseph McGrath
- 1994: Napisała: Morderstwo jako Sanford Lomax
- 1994: Strażnik Teksasu jako Tate Bodie
- 1996: Napisała: Morderstwo jako porucznik Roy Flint
- 1997: Doktor Quinn jako Danforth
- 1999: Dni naszego życia jako Warden
- 2000: Magia sukcesu (Bull) jako Wayne Wesley
- 2001: Sprawiedliwość na 18 kołach (18 Wheels of Justice) jako Jimmy Williams
- 2001: Bez pardonu jako Stuart Randall
- 2001: Powrót do Providence (Providence) jako Steven Zeller
- 2001: Sprawy rodzinne (Family Law) jako Doug Perliss
- 2002: Lekarze marzeń (Presidio Med)
- 2002: Przygody Jackie Chana (Jackie Chan Adventures) jako Pan MacDonald (głos)

### Gry komputerowe
- 2002: Star Wars Jedi Knight II: Jedi Outcast jako Stormtrooper 1 / Swamp Trooper 2 (głos)